# Puerto Rico (juego)
Puerto Rico es un juego de mesa de estilo alemán lanzado en el año 2002 por Andreas Seyfarth. Los jugadores asumen el control de una colonia de la isla de Puerto Rico en el año 1493. El objetivo de juego es conseguir la máxima cantidad de puntos de victoria antes de que el juego finalice, ya sea enviando mercancías al antiguo continente o construyendo edificios en tu zona de construcción.

## Funcionamiento y Reglas

### Mecánica de los turnos
El juego se divide en rondas, cada ronda se divide en un turno para cada jugador. Durante el turno de un jugador este dispondrá de una serie de profesiones entre las que deberá escoger una. Al escogerla, deberá efectuar la acción regular de dicha profesión y la acción especial también de dicha profesión. Seguidamente el resto de jugadores efectuará también, y por orden, la acción regular de esa profesión. Por lo tanto, la elección de un jugador afecta de forma directa a todos los demás jugadores. Al finalizar todos los jugadores la acción regular de su profesión empieza el turno del siguiente jugador, que deberá elegir una profesión, repitiéndose el mismo proceso.

### Objetivos
El objetivo del juego es tener el máximo número de puntos de victoria al finalizar el juego. Hay dos formas de conseguir puntos de victoria, embarcando mercancías o mediante la construcción de edificios. Para embarcar mercancías antes hay que producirlas, y para producirlas antes hay que disponer de la plantación y de la fàbrica (excepto el maíz) con un colono trabajando en ellas. Para construir debes pagar doblones, estos se pueden conseguir de varias formas, ya sea con el mercader, al elegir una profesión que no se eligió en la ronda anterior, etc.

### Mercancías
- Maíz (No necesita fábrica) - Se vende por 0 doblones
- Añil - Se vende por 1 doblón
- Azúcar - Se vende por 2 doblones
- Tabaco - Se vende por 3 doblones
- Café - Se vende por 4 doblones

### Profesiones

#### Explorador / Colonizador
- Regular: escoge una de las plantaciones y colócala en tu zona de plantaciones.
- Especial: puedes escoger una cantera en vez de una plantación.

#### Alcalde
- Regular: Cada jugador coge un colono de los que hay en el barco y se repite el proceso hasta que se agoten. Puedes recolocar los colonos que ya controlas.
- Especial: Coge un colono adicional directamente de la reserva de colonos.

#### Constructor
- Regular: Puedes construir un edificio.
- Especial: Tienes un descuento de 1 Doblón al construir.

#### Capataz
- Regular: Se generan todas las mercancías que se pueda producir.
- Especial: Genera una mercancía adicional, de las que has producido este turno.

#### Mercader
- Regular: Puedes vender una mercancía en la cámara de comercio.
- Especial: Recibes 1 doblón adicional por venta.

#### Capitán
- Regular: Debes embarcar todos los barriles de una mercancía en uno de los barcos si es posible.
- Especial: Recibes 1 punto de victoria adicional en el primer embarque.

#### Buscador de oro
- Regular: No tiene.
- Especial: Recibes 1 doblón.

## Galardones
- Ganador del Deutscher Spiele Preis, 2002.
- Ganador del Essen Feather, 2002.
- Nominado al Spiel des Jahres, 2002.
- Ganador del International Gamers Award en la categoría de estrategia multijugador, 2003.
- Número 1 en la clasificación de BoardGameGeek entre 2003 y el 17 de agosto de 2008 y nuevamente entre el 1 de marzo de 2010 y diciembre de 2010.
- Número 2 en la clasificación de BoardGameGeek entre el 18 de agosto de 2008 y el 28 de febrero de 2010 y desde diciembre de 2010 hasta la actualidad (ene. 2013)